# 云南乌口树
云南乌口树（学名：Tarenna yunnanensis）为茜草科乌口树属下的一个种。其种加词 yunnanensis 意为“云南的”。